# Дитячий трамвай Франкфурта-на-Майні
50°07′29″ пн. ш. 8°39′30″ сх. д. / 50.1247° пн. ш. 8.65846° сх. д.
Дитячий трамвай у Франкфурті-на-Майні (нім. Kinderstraßenbahn) — дидактичний атракціон у вигляді мініатюрного трамвая, частина так званого «дитячого транспортного парку» (нім. Jugendverkehrsgarten). 
Дитячий трамвай діє з 1960 року. 
Розташований дитячий трамвай у парку Грюнебургпарк (нім. Grüneburgpark).

## Опис системи
Кільцева лінія трамвая оперізує територію дитячого транспортного парку. 
Довжина лінії становить 220 метрів, ширина колії — 410 мм. 
Контактна мережа відсутня (трамвай живиться від акумуляторів). 
На перетині лінії трамвая зі стежкою встановлено світлофор, що діє.

## Рухомий склад
Є один вагон, збудований в 1960 році (як і сама лінія). 
Вагон дитячого трамвая — зменшена копія реального трамвайного вагона типу K. 
Розміри вагона - 330 см завдовжки, 160 заввишки (220 з бутафорським пантографом), 82 см завширшки. 
Маса — 750 кг. 
Вагон живиться від акумуляторів, що дають напругу 24 вольти, потужність двигуна — 500 ват, максимальна швидкість — 5 км/год.
2007 року трамвайний вагон було відремонтовано.
Технічним обслуговуванням трамвая займається франкфуртський оператор громадського транспорту Verkehrsgesellschaft Frankfurt am Main, у ролі водіїв виступають поліцейські, які проводять з дітьми заняття за правилами вуличного руху.
Трамвай зазвичай використовують як атракціон під час канікул, заняття за правилами руху проводяться досить рідко.

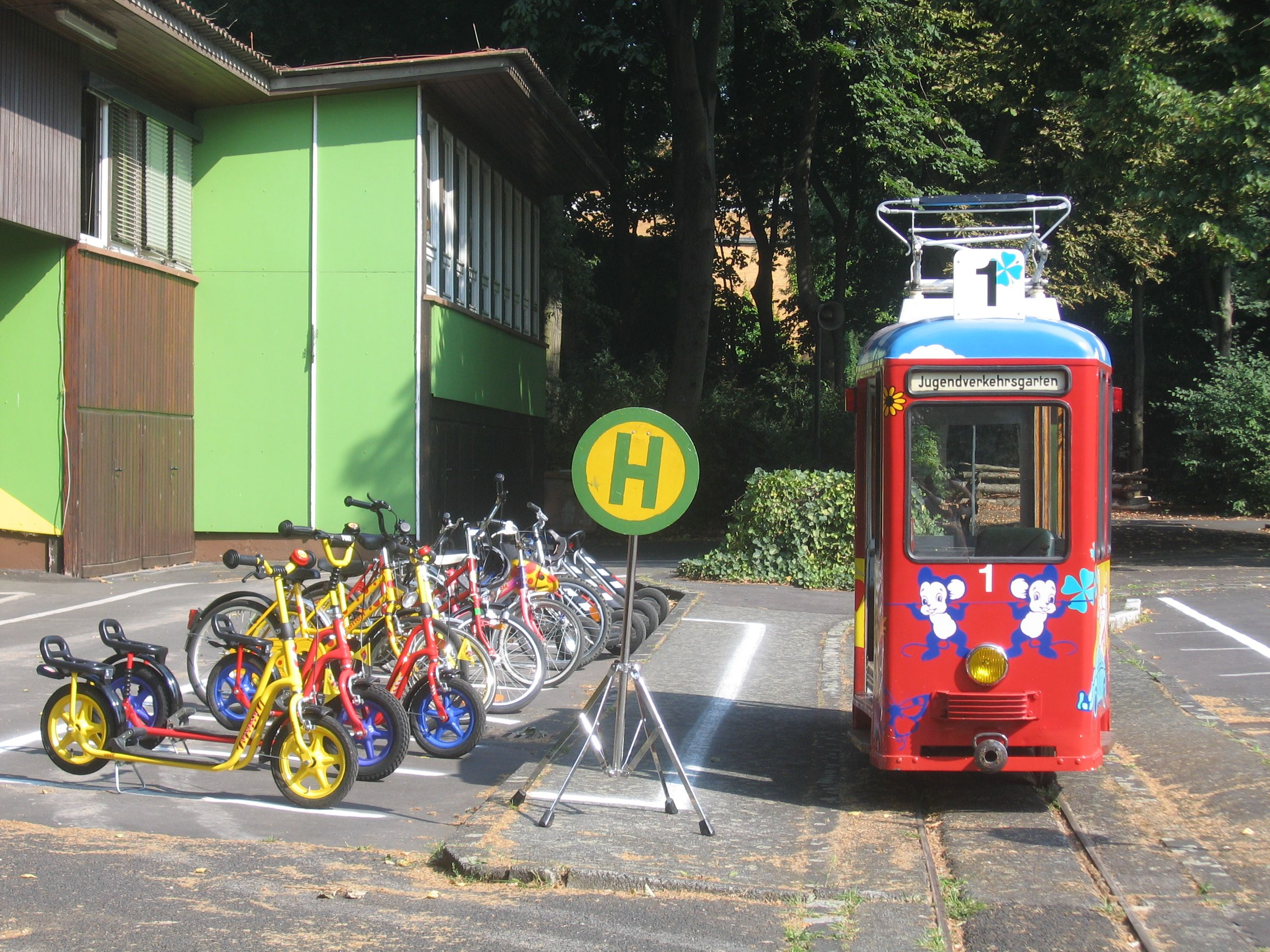
Зупинка
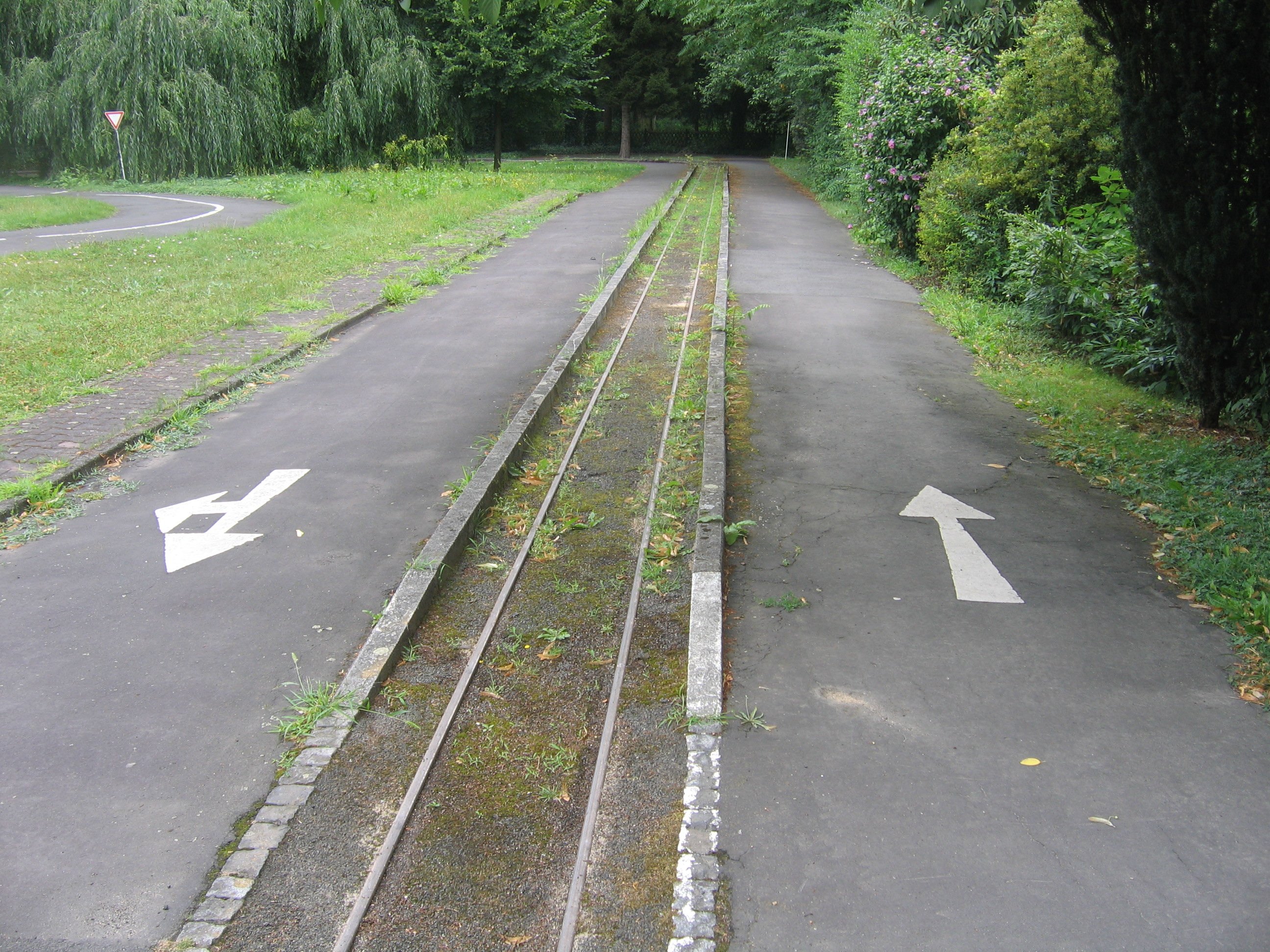
Колія
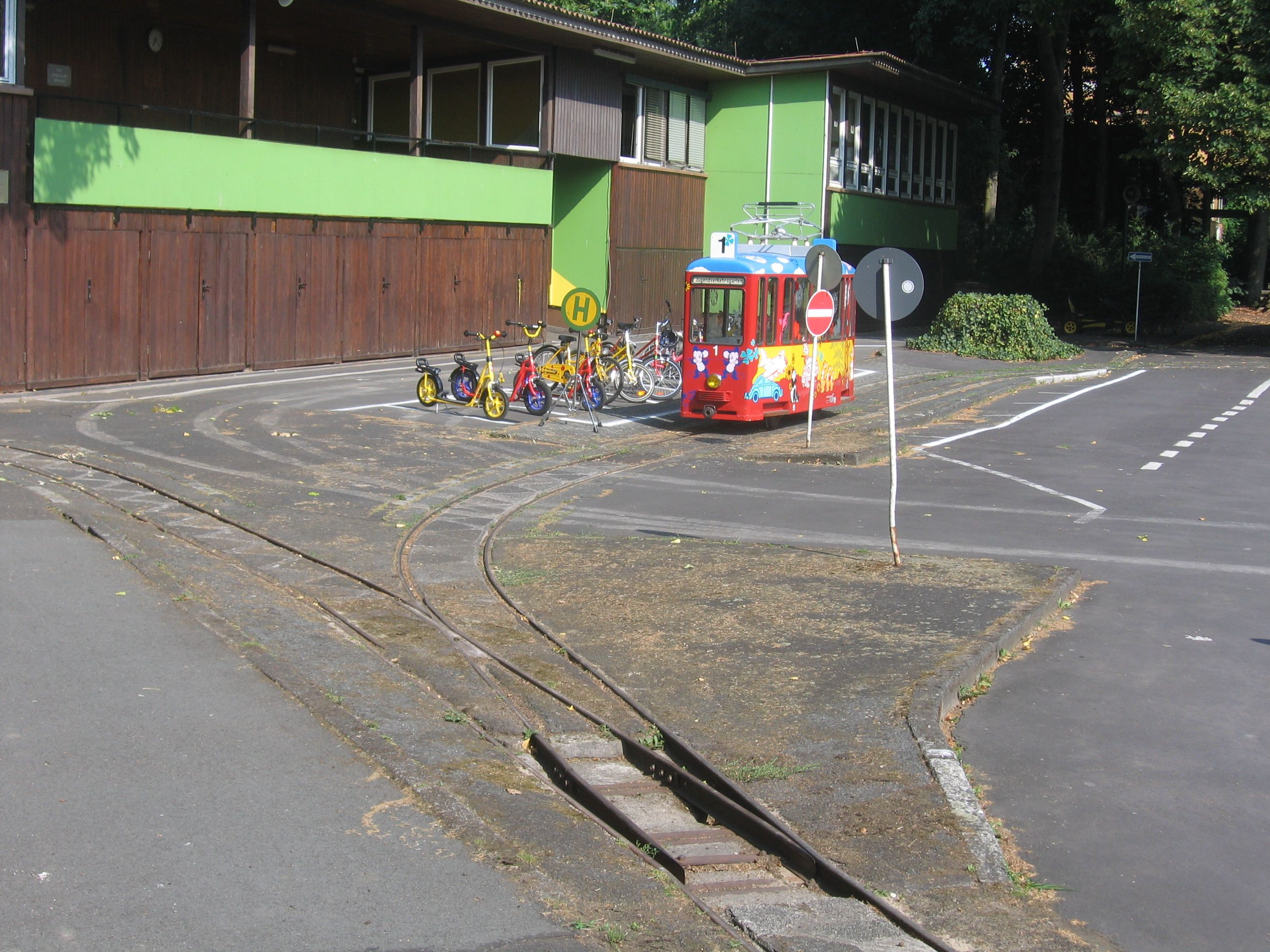
Стрілка